# USS Vincennes (CG-49)
Lo USS Vincennes (CG-49) è stato un incrociatore della classe Ticonderoga della United States Navy, in servizio dal 1985 al 2005.
È noto principalmente per aver abbattuto per errore, il 3 luglio 1988, un Airbus A300 della Iran Air, provocando la morte di tutte le 290 persone a bordo.

## Il dramma del volo 655 Iran Air
Durante la guerra Iran-Iraq, dal 1987 vi furono diversi incidenti militari fra gli Stati Uniti, che avevano intrapreso l'operazione Earnest Will per proteggere navi di paesi alleati nel Golfo Persico, e le forze armate iraniane.
Il 3 luglio 1988 la fregata americana USS Elmer Montgomery si trovò di fronte a tredici vedette iraniane. La Vincennes venne inviata in suo aiuto, preceduta da un elicottero Sikorsky SH-60 Seahawk. Quest'ultimo fu oggetto di qualche colpo di fuoco e la situazione fu ritenuta pericolosa dalla Vincennes, considerando che un Lockheed P-3 Orion iraniano stava pattugliando la zona.
La Vincennes venne autorizzata ad attaccare due vedette iraniane nelle immediate vicinanze, ma gli schermi radar individuarono un aereo sconosciuto in avvicinamento, che inoltre non rispondeva alle chiamate via radio. Furono lanciati due missili terra-aria RIM-66 SM-2, uno dei quali colpì l'aereo, un Airbus A300 dell'Iran Air, causando la morte di 290 persone tra passeggeri ed equipaggio. Gli Stati Uniti non ammisero l'errore, ma nel 1996 si accordarono con l'Iran per versare un indennizzo di 61,8 milioni di dollari.